# Radiolo
Pour les articles homonymes, voir Laporte.

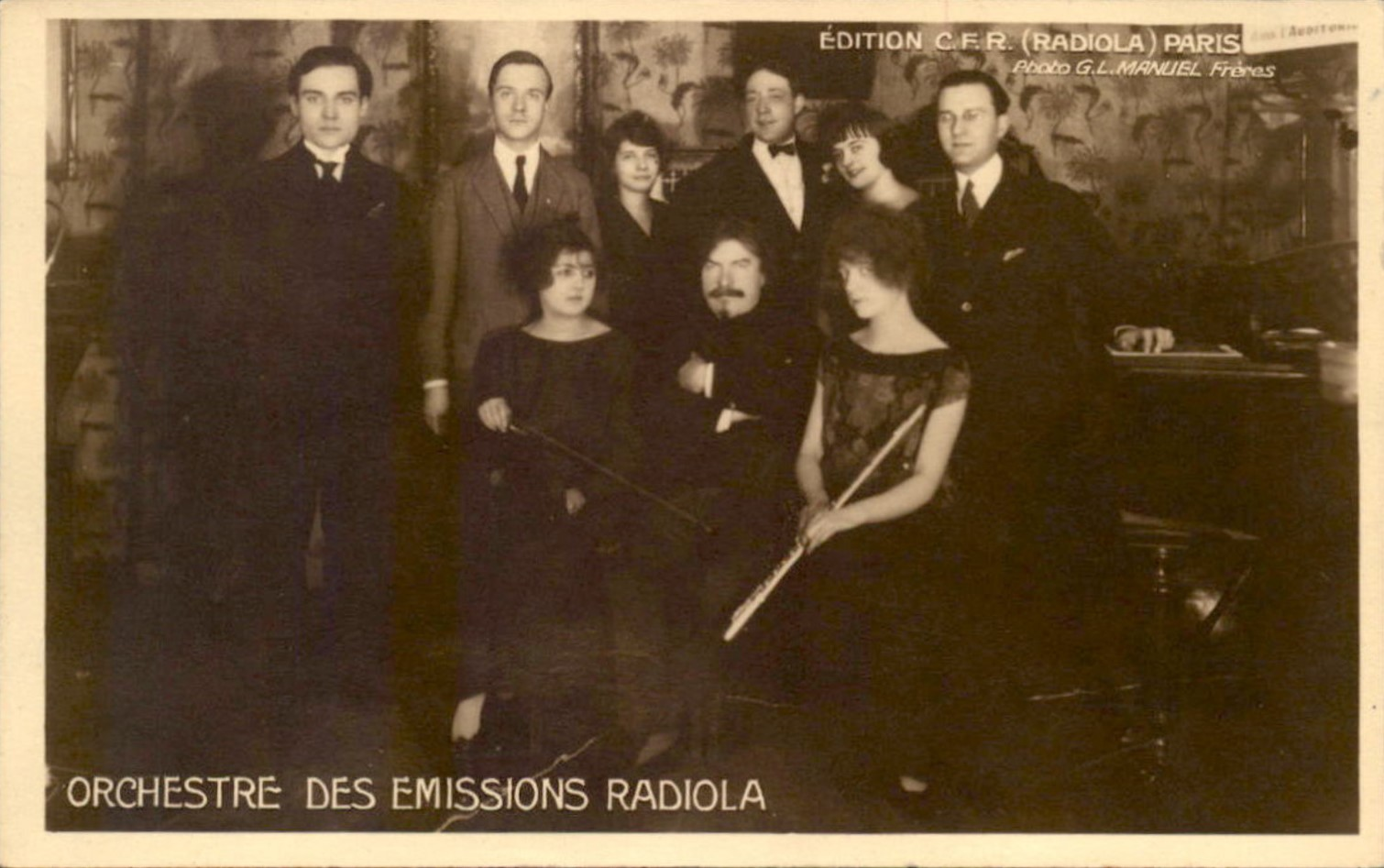
L'orchestre des émissions Radiola dans les années 1920. Au centre, Victor Carpentier, chef d'orchestre. photographie du Studio G. L. Manuel frères.

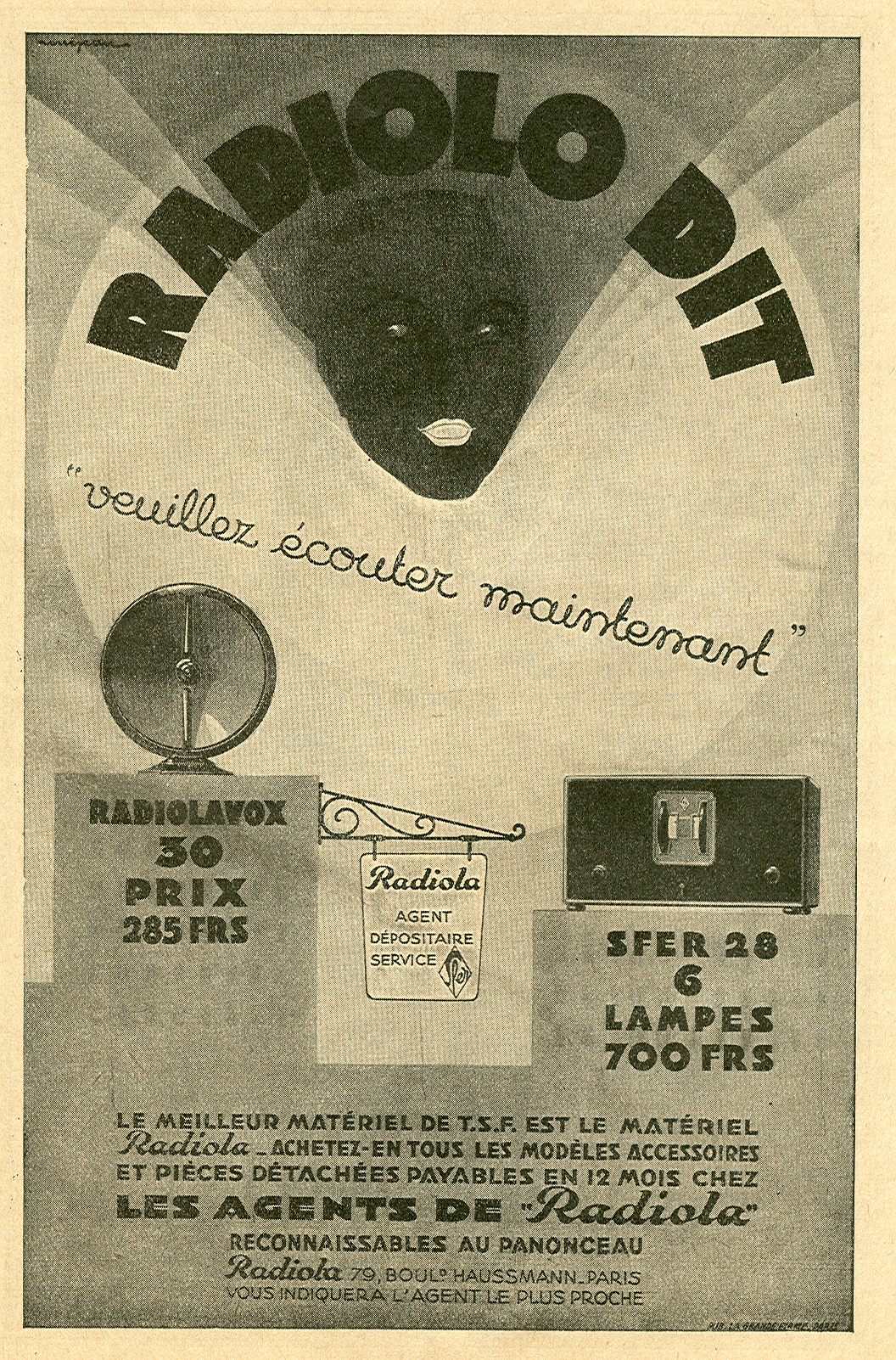
Publicité Radiola dans les années 1920.

Marcel Laporte, connu sous le pseudonyme Radiolo, né le 8 juin 1891 à Paris, ville où il est mort le 31 mai 1971, est un animateur de radio et acteur français.
Célèbre dans la période de l'entre-deux-guerres comme le premier « speaker » de la radio en France, il a été, en outre, la voix de l'horloge parlante en France de 1933 jusqu'en 1965.

## Biographie
Baptiste Albert Marcel Laporte est né le 8 juin 1891, au 146, boulevard Diderot dans le 12e arrondissement de Paris. Il est le fils de Jules Laporte, employé de la Compagnie des chemins de fer de Paris à Lyon et à la Méditerranée, et de Julie Delmas.

### Vie privée
Marcel Laporte épouse Madeleine, Rose Viandier le 21 janvier 1913 à Alfortville. Son père, Jules Laporte, meurt le 21 juillet 1911 à Bandol. L'épouse de Marcel Laporte, née le 14 août 1891 à Paris, est morte le 6 janvier 1972 à Créteil.
Marcel Laporte est le père de Jean, Albert Laporte, né à Alfortville le 11 juin 1915 et mort en Thaïlande le 21 octobre 1999.

### Avant la radio
Le 7 octobre 1909, Marcel Laporte s'engage pour trois ans pour le 89e régiment d'infanterie, basé à Paris, où il s'illustre en organisant des pièces de théâtre. Il devient soldat musicien le 24 septembre 1911. Il est libéré du service actif le 7 octobre 1912 avec un certificat de bonne conduite. Il retrouve son emploi de comptable au sein de la Compagnie des chemins de fer PLM. Lors de la Première Guerre mondiale, Marcel Laporte est rappelé au service actif le 2 août 1914 à la suite du décret de mobilisation générale et maintenu provisoirement dans son emploi à la disposition de la commission de Réseau de PLM. Il est cité à l’ordre du régiment « Énergique et brave. S’est présenté le 18 juillet 1916 comme volontaire pour aller en plein jour porter des ordres dans une zone violemment battue par le feu l’ennemi ». Il reçoit la croix de bronze et l'étoile de bronze. Il est démobilisé le 3 octobre 1916.

### Présentateur radio

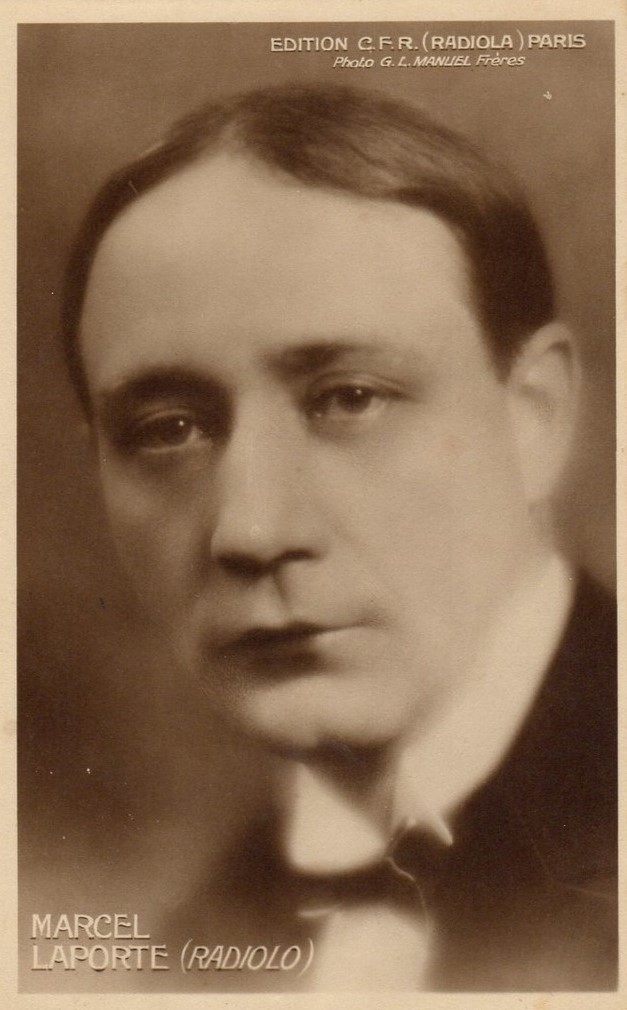
Portrait de Marcel Laporte (Radiolo) en 1923, photographie du Studio G. L. Manuel frères.

Le 15 octobre 1922, sur les conseils d'une amie, Marcel Laporte auditionne à Radiola, dans un auditorium installé dans les caves du 79, boulevard Haussmann à Paris. Radiola commence ses émissions le 6 novembre 1922 et devient la première station de radio privée à émettre en France, sur la région parisienne uniquement, devenue plus tard Radio-Paris. Les émissions régulières sont diffusées de 20 h 45 à 22 h depuis l’émetteur situé à Levallois, dans les usines de la Société française radio-électrique (SFR), sur la fréquence 1 565 mètres, avec une puissance de 1,5 kW. Radiola débute ses émissions huit jours avant la BBC. Marcel Laporte annonce en direct le premier concert Radiola, devenant le premier à exercer la profession de speaker en France, animant les émissions de la TSF. Il prend pour l'occasion le pseudonyme de Radiolo. Quand il annonce une émission, il donne d'abord aux auditeurs quelques instructions techniques : « Tournez la manette de votre appareil Radiola lentement, dans le sens des aiguilles d'une montre, mais attention ! Si vous allez trop loin, vous entendrez un bruit infernal. Revenez alors très légèrement en arrière et votre récepteur sera réglé. »
Jusqu'en 1926, il est directeur-adjoint de Radiola, devenue Radio Paris en 1924.

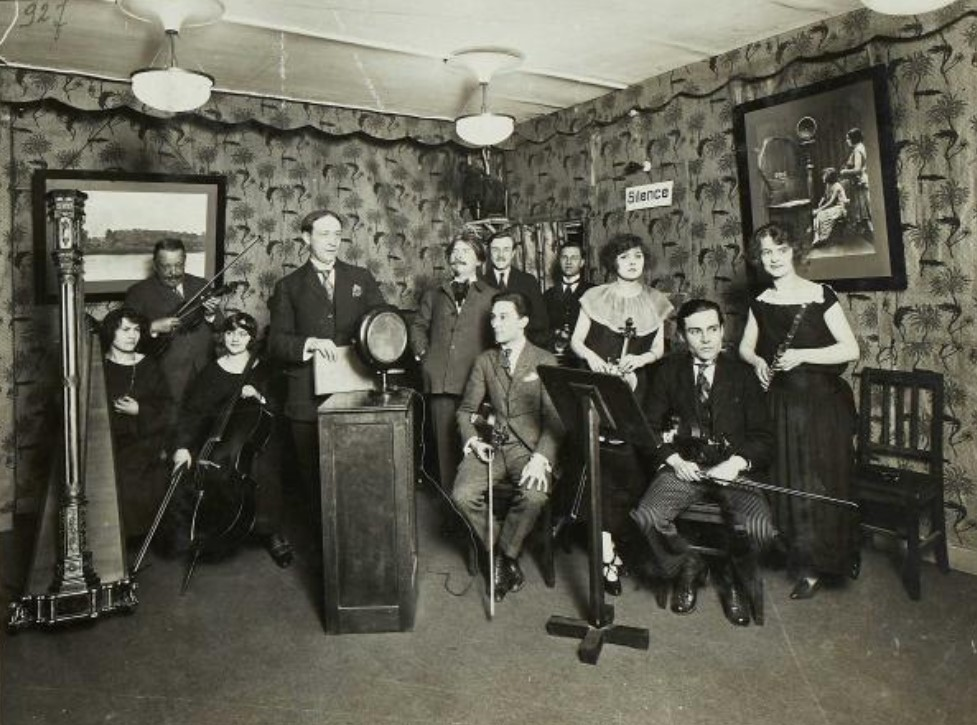
Radiolo et l'orchestre Radiola dans les années 1920.

Il est ensuite speaker de Radio Vitus, sous le pseudonyme de Radiolus. Il est à l'origine de la transformation de cette station qui prend le nom de Poste de l’Île-de-France. En 1927, il relance Radio Juan-les-Pins dont il devient le directeur artistique. Il anime ensuite de 1932 à 1936 des émissions sur Radio-Paris. En 1936-1937, il est speaker à Radio Cité.
En 1939, au déclenchement de la Seconde Guerre mondiale, il est recruté par le ministère de la Propagande et de l'Information ; il assure le commentaire du Journal de Guerre, les actualités filmées du Service cinématographique des armées, sur un texte de Jean Cassagne. Ces actualités constituent une pièce importante du dispositif mis en place par le gouvernement français pour contrer la propagande nazie. Le Journal de Guerre présente les actualités du front et le dispositif militaire, et décrit le quotidien de la guerre et du soldat dans les tranchées durant la drôle de guerre. Les thèmes principaux sont la confiance, l'amitié franco-britannique et le dispositif de défense. En mai 1940, Le Journal de Guerre relate l'invasion allemande, puis cesse en juin 1940. Trente-trois éditions du Journal de Guerre, couvrant la période du 1er octobre 1939 au 6 juin 1940, ont été numérisées et sont conservées à Paris à la BnF et à la Bibliothèque de l'École militaire sous la cote 940.54 JOU.

### Autres activités
Marcel Laporte a été la voix de l'horloge parlante en France du 14 février 1933 au 1er mars 1965, date à laquelle sa voix est remplacée par celle de Pierre Loray, un comédien né en 1928. Marcel Laporte se dit peiné de ce changement : « Le bail était de longue durée ! Depuis le 14 février 1933, je m’étais habitué à m’exprimer par la bouche de l’horloge parlante ! »
En dehors de son activité radiophonique, Marcel Laporte a également été acteur, jouant dans quelques films et téléfilms, notamment dans le premier épisode de la série policière des Cinq Dernières Minutes avec Raymond Souplex. Dans cet épisode intitulé La Clé de l'Énigme réalisé par Claude Loursais et diffusé le 1er janvier 1958, Marcel Laporte interprète le rôle du Dr Brigneau.

### Mort
Marcel Laporte meurt le 31 mai 1971 à son domicile au 31, boulevard de Port-Royal dans le 13e arrondissement de Paris. Il est inhumé le 3 juin 1971 au columbarium du cimetière du Père-Lachaise (division 87, case no 13 841, cendres relevées en 1979).

## Filmographie
- 1925 : La Damnation de Faust de Stéphane Passet et Victor Charpentier[16].
- 1931 : La Chanson des nations de Rudolf Meinert et Maurice Gleize[2].
- 1937 : Josette de Christian-Jaque[2].
- 1938 : Ma sœur de lait  de Jean Boyer[2].
- 1943 : Le ciel est à vous de Jean Grémillon[2].
- 1951 : Le Chemin de la drogue de Louis S. Licot[16].
- 1955 : À propos d'une rivière, court métrage documentaire de Georges Franju : le narrateur[2].
- 1958 : Les Cinq Dernières Minutes, épisode La Clé de l'énigme de Claude Loursais : le docteur Brigneau.

## Publications
- Marcel Laporte, Les Mémoires de Radiolo, [autobiographie], Paris, Bernard Grasset, 1925[17].

## Discographie
- Disques Pathé 80 tours à saphir 5291 et 5292 enregistrés en mai 1926 :
  - À l’émission[18] (monologue radiogénique dit par Radiolo - texte de Marcel Laporte - parodie d'une émission radiodiffusée) ;
  - L’émotion[19] (monologue dit par Radiolo - texte de Paul Coquillon - parodie d'une émission radiodiffusée) ;
  - L’indicateur des chemins de fer ;
  - Souvenir de Paris[20].
- Disque Pathé 78 tours à aiguille PA 221 enregistré le 30 avril 1934 :
  - Ceux de 14 (paroles de Suzette Desthy)[21] ;
  - Derrière les grilles (paroles de Suzette Desthy)[22].
- Disque Odéon 78 tours KI 6597 250.661 enregistré en 1934 :
  - On va photographier bébé (sketch de René Perriot et Marcel Laporte, interprété avec Renée Dandry et Blanche Dars) ;
  - Nénesse veut du champagne (sketch avec Renée Dandry).
- Disque publicitaire Pathé 78 tours CPT 2192 enregistré en juin 1935[23] :
  - Présentation du poste Pathé 5 lampes no 60 (orchestre et voix de Radiolo) ;
  - Présentation du poste Pathé 5 lampes no 60 (texte publicitaire dit par Radiolo).
- Disque Pathé 78 tours à aiguille PA 654 enregistré le 7 juin 1935 :
  - Un bel enterr’ment (texte de Gaston Bordeaux, extrait de La misère qui blague) ;
  - Aux gueules noires (poème de R.A. Derossi, récité par Radiolo du Poste Parisien).